# Barnagöl (Nottebäcks socken, Småland)
Barnagöl är en sjö i Uppvidinge kommun i Småland och ingår i Mörrumsåns huvudavrinningsområde.